# 一面坡镇
一面坡镇是中国黑龙江省哈尔滨市尚志市下辖的一个镇。

## 地名
一面坡镇三面环山，气候温和，仅有一面是缓坡可以通行，是以得名。

## 行政区划
桥头溪乡下辖以下地区：
镇中社区、长安社区、镇北社区、镇中村、民乐村、长营村、治安村、镇北村、三阳村、万山村、环山村、九江村、胜安村和月星村。